# Élysette
Élysette ist der Name des wallonischen Regierungssitzes in der belgischen Stadt Namur. Die Bezeichnung leitet sich von der Verkleinerungsform des Élysée genannten französischen Präsidentensitzes ab und wurde von Guy Spitaels geprägt.

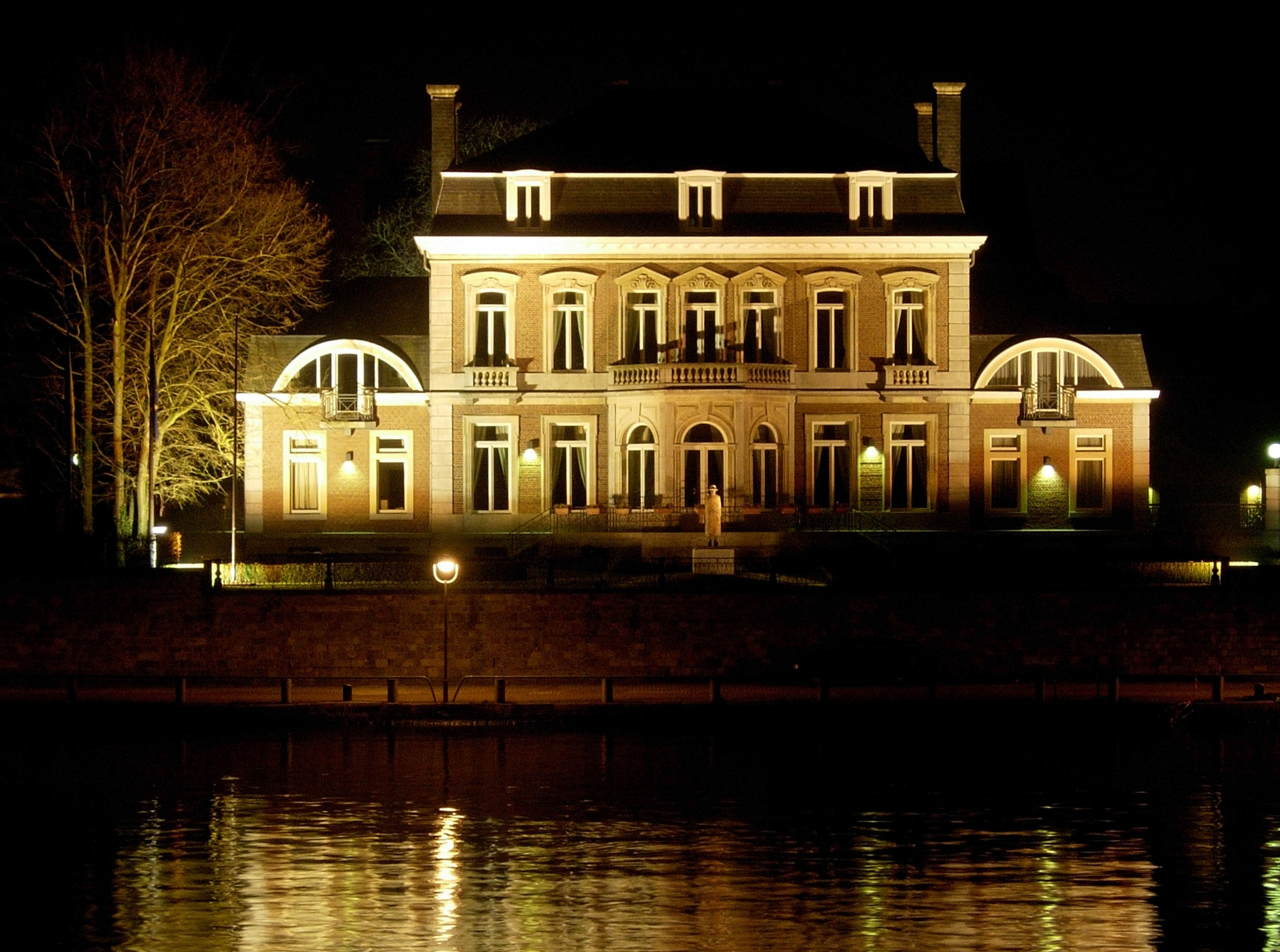
Élysette in Namur

## Geschichte, Lage und Funktion
Das Élysette wurde 1877 nach Plänen von Xavier Thibault erbaut. Es befindet sich im Stadtteil Jambes am rechten Ufer der Maas. Es beherbergt Büro- und Repräsentationsräume des wallonischen Ministerpräsidenten und der wallonischen Regierung und Gästeräume. Auf der gegenüberliegenden Maasseite befindet sich das wallonische Parlament.

## Kunst
Im Inneren des Gebäudes befinden sich Gemälde von Pierre Paulus, in den Gärten befindet sich eine Statue von Jean-Michel Folon.